# Hans von Matt (Kaufmann)
Hans von Matt, Taufname Johann von Matt, (* 7. August 1842 in Stans; † 30. September 1900 in Luzern) war ein Schweizer Handelsreisender, Redaktor, Verleger, Antiquar und Literat.

## Leben
Sein Vater war Caspar von Matt, der Begründer des Antiquariats von Matt. Zusammen mit seinem Bruder Josef übernahm er 1884 das Antiquariat. Von 1874 bis 1877 war er Nidwaldner Landrat, von 1877 bis 1879 Gemeindepräsident und bis 1883 im Gemeinderat von Stans, 1876 bis 1877 Verfassungsrat, 1877 bis 1880 Armenrat von Stans, 1877 bis 1883 Oberrichter, 1889 bis 1891 Kirchmeier, 1890 bis 1896 katholisch-konservativer Nationalrat, 1890 bis 1898 Regierungsrat und 1895 bis 1898 Erziehungsdirektor. Sein Sohn war der Politiker Hans von Matt, der ebenfalls als Antiquar tätig war. Dessen Sohn Josef von Matt (1900–1988) leitete danach das Geschäft. 1950 übernahm Josef von Matt jun. (* 1929) das Antiquariat und übergab es 1997 an seinen Sohn und jetzigen Inhaber Martin von Matt.

## Schriften (Auswahl)
- Remigius Niederberger 1818-1885, Pfarrer von Stans, bischöfl. Commissarius und päpstlicher Ehrenkammerer. Ein Blatt der Erinnerung auf sein Grab. Buchhandlung von Matt, Stans 1885. (Abdruck aus dem Nidwalder Volksblatt, 1885, Nr. 4–13).
- Kantonsgerichtspräsident Dr. Karl von Deschwanden. Ein Lebensbild. Buchdruckerei von Paul von Matt, Stans 1889. (Abdruck aus dem Nidwalder Volksblatt, 1889, Nr. 19–27).
- Aus jungen Tagen. Gedichte. F.W. Cordier, Heiligenstadt (Eichsfeld) 1896.
- Fabiola. Drama in fünf Akten. Hans von Matt & Co., Stans 1902.